# Большая комета 1861 года
Большая комета 1861 года, также называемая C/1861 J1 и 1861 II, — долгопериодическая комета, которая была видна невооруженным глазом в течение примерно 3 месяцев. Была классифицирована как Большая комета — одна из восьми величайших комет XIX века.

## Открытие и наблюдение
Вечером 13 мая 1861 года фермер и астроном-любитель Джон Теббут в Виндзоре (Новый Южный Уэльс) наблюдал в небольшой телескоп западное небо в поисках комет, когда заметил слабый туманный объект, видимая величина которого, по его оценке, составляла около +4. В его звездном каталоге не было зарегистрировано ни одной туманности в этом месте, и он предположил, что это комета, и решил продолжить наблюдение в течение следующих нескольких ночей. Однако вечером 14 мая она сначала не показала никакого заметного собственного движения, так что он уже сомневался, что это комета. Только 21 мая, через восемь дней после своего открытия, он смог снова наблюдать объект и впервые обнаружил движение на фоне звездного фона и отправил сообщение Уильяму Скотту из Сиднейской обсерватории и в газету Sydney Morning Herald, которая сообщила об этом 25 мая. 22 мая Скотт смог наблюдать комету, а 27 мая ему впервые удалось увидеть комету невооруженным глазом.
29 июня 1861 года комета C/1861 J1 прошла в 11,5 градусах (23 ширины Солнца) от Солнца. На следующий день, 30 июня 1861 года, комета подошла на самое минимальное расстояние от Земли — 0,1326 а. е. (19 840 000 км). Во время сближения с Землей комета имела величину от 0 до −2 с хвостом более 90 угловых градусов. В результате рассеяния вперед C/1861 J1 даже отбрасывала тени ночью. В ночь с 30 июня на 1 июля 1861 года знаменитый наблюдатель комет И. Ф. Юлиус Шмидт с трепетом наблюдал, как большая комета C/1861 J1 отбрасывала тени на стены Афинской обсерватории. Возможно, комета взаимодействовала с Землей почти беспрецедентным образом. В течение двух дней, когда комета находилась на самом близком расстоянии, Земля фактически находилась в хвосте кометы, и можно было наблюдать потоки кометного вещества, сходящиеся к далекому ядру.
К середине августа комета перестала быть видна невооруженным глазом, но в телескопы она была видна до мая 1862 года. Была рассчитана эллиптическая орбита с периодом около 400 лет, что указывает на предыдущее появление около середины XV века и возвращение в XXIII веке. Итиро Хасегава и Сюити Накано предполагают, что эта комета идентична комете C/1500 H1, которая подошла к перигелию 20 апреля 1500 года (на основании 5 наблюдений).
Была выдвинута гипотеза, что C/1861 G1 (Тэтчер) и эта комета родственны, и что в предыдущем перигелии (возможно, в перигелии 1500 года) C/1861 G1 откололась от этой кометы, поскольку обе кометы имеют много сходных орбитальных характеристик. Однако эта версия была опровергнута в 2015 г. Ричардом Л. Бранхамом-младшим, который с помощью современных вычислительных технологий и статистического анализа рассчитал скорректированную орбиту C/1861 J1. К 1992 г. комета удалилась от Солнца более чем на 100 а. е., что делает её даже более удаленной, чем карликовая планета Эрида. В афелий она войдет около 2063 года.

## Научная оценка
Оценив результаты наблюдений длины хвоста и диаметра комы кометы, И. Ф. Юлиус Шмидт смог определить синхронную периодичность обеих величин около 25,5 суток и предположил, что обе величины находятся под влиянием одного и того же фактора.
После первого расчёта параболической орбиты, проведенного Теббутом вскоре после открытия, при наличии дополнительных наблюдательных данных были предприняты другие многочисленные попытки определить элементы орбиты кометы, в том числе Морисом Лоуи, Джоном Расселом Хиндом, Асафом Холлом, Хорасом Парнеллом Таттлом и другими. Каждый из них определил параболическую орбиту, а в одном случае и гиперболическую. В сентябре 1861 года Артур фон Ауверс впервые определил истинную орбиту кометы как эллиптическую. Когда комета уже снова исчезла, можно было вычислить элементы орбиты, охватывающие весь период ее видимости. В 1880 году Генрих Кройц определил орбитальные параметры кометы, которые указывают на орбитальный период около 409 лет. Таким образом, комета имеет самый короткий орбитальный период среди всех больших комет после кометы Галлея.

## Орбита
На основании 1159 наблюдений в течение 339 дней Крейцу удалось вычислить эллиптическую орбиту кометы, наклоненную к эклиптике примерно на 85°. В ближайшей к Солнцу точке своей орбиты (перигелии), которую комета прошла в полночь 11/12 июня 1861 г., она находилась между орбитами Венеры и Земли на расстоянии около 123,0 млн. км от Солнца. 30 июня она достигла ближайшего сближения с Землей на расстоянии около 19,8 млн. км (0,13 а.е.). Значительных сближений с другими малыми планетами не произошло.
Относительно неточные элементы орбиты, приведенные в базе данных JPL Small-Body Database и не учитывающие негравитационные силы на комете, получены еще Кройцем. Эти же исходные данные использовали Брайан Марсден, Зденек Секанина и Эдгар Эверхарт при расчете первоначальной и будущей орбиты кометы. Согласно им, задолго до прохождения кометы внутренней части Солнечной системы в 1861 году ее орбита еще имела эксцентриситет около 0,98374 и главную полуось около 50,8 а.е., так что её орбитальный период составлял около 362 лет. Таким образом, предыдущее прохождение перигелия могло произойти около 1499 года. Сообщений о заметной комете этого года нет.

## Комета в отзывах современников
Из своих наблюдений Теббут увидел, что комета движется примерно в направлении Земли. Он смог рассчитать «грубую приблизительную орбиту» кометы, которая была опубликована в газете Sydney Morning Herald, а также предсказал, что комета приблизится к Земле около 29 июня и что Земля пройдет на небольшом расстоянии от хвоста кометы. Теббут также предположил, что комета может стать видимой на дневном небе. Однако эти предсказания, по-видимому, не вызвали беспокойства у читателей, что резко контрастировало с эффектом от аналогичных предсказаний 50 лет спустя, когда Земля прошла через хвост кометы Галлея во время её возвращения.
Комета вызвала большой общественный резонанс во всём мире и широко освещалась в прессе. Её появление совпало с началом Гражданской войны в США, поэтому в Соединенных Штатах она была известна как «комета великой войны». Было опубликовано множество карикатур, на которых комета изображалась с головой различных современных политиков или военачальников, таких как Авраам Линкольн или генерал Уинфилд Скотт. Сатирический журнал Punch опубликовал карикатуру, на которой динозавры наблюдали за кометой и узнавали в ней своего старого знакомого.
После кораблекрушения у берегов Квинсленда в 1846 году выжили четыре члена экипажа судна Peruvian. Один из них, Джеймс Моррилл, впоследствии в течение 17 лет жил среди аборигенов. В своих мемуарах, опубликованных в 1864 г., он вспоминает, что видел комету. Возможно, это была комета Теббута. Аборигены рассказали ему, что комета была духом одного из их соплеменников, погибшего на далекой войне и возвращающегося домой из облаков на горизонте.

## Возвращение
Вычисление барицентрического орбитального периода кометы, когда она находится вне планетарной области, показывает, что орбитальный период составляет около 406 лет, что даёт год возвращения 2267. Перенос орбиты вперед также даёт возвращение в перигелий около 2267 года.